# Autokles
Autokles (altgriechisch Αὐτοκλῆς Autoklés), Sohn des Strombychides, war ein Athener Politiker, Rhetor und Stratege des 4. Jahrhunderts v. Chr. Er gehörte dem Demos Euonymon an.
372/71 v. Chr. war er als Athener Friedensgesandter in Sparta, wo er eine unfreundliche, antispartanische Rede hielt. 368/367 v. Chr. war er Stratege und unterstützte Alexander von Pherai in Thrakien. Im September sechs Jahre danach wurde er erneut als Stratege nach Thrakien geschickt, allerdings schon im Frühjahr 361 v. Chr. nach Athen zurückbeordert. Dort wurde er zusammen mit anderen Strategen von Apollodoros in einem Eisangelieprozess wegen angeblichen Verrats des athenischen Verbündeten Miltokythes angeklagt. Der Ausgang des Verfahrens ist nicht bekannt, jedoch spielte Autokles danach keine Rolle mehr in der athenischen Politik.